# 哈姆雷特 (加利福尼亞州)
哈姆雷特（英語：Hamlet）是位於美國加利福尼亞州馬林縣的一個非建制地區。該地的面積和人口皆未知。

## 地理
哈姆雷特的座標為38°12′28″N 122°55′32″W / 38.20778°N 122.92556°W，而該地的平均海拔高度為7米（即23英尺）。